# Las Libertades
Las Libertades fue un periódico carlista editado en la ciudad española de Oviedo entre 1893 y, al menos, febrero de 1895.

## Descripción
Este semanario apareció el 1 de enero de 1893, con el canónigo José Álvarez Suranda como censor y con una larga lista de colaboradores, entre los que se contaban José Díaz Ordóñez y Escandón, Francisco Arias de Velasco, Santiago Argüelles, Esteban de Viguri, Paulino Álvarez Laviada, Claudio Magadán y Fernando Graña. Salía en ocho páginas de 34 por 22 centímetros y a dos columnas. En el primer número, incluyó el manifiesto de 1869, la conocida como Carta-Manifiesto de Don Carlos a su hermano Don Alfonso. Se publicó, al menos, hasta el número centésimo undécimo, de 10 de febrero de 1895.